# Amiota parvipyga
Amiota parvipyga är en tvåvingeart som beskrevs av Chen och Masanori Joseph Toda 1998. Amiota parvipyga ingår i släktet Amiota och familjen daggflugor. Inga underarter finns listade i Catalogue of Life.